# Vrijplaats Koppenhinksteeg

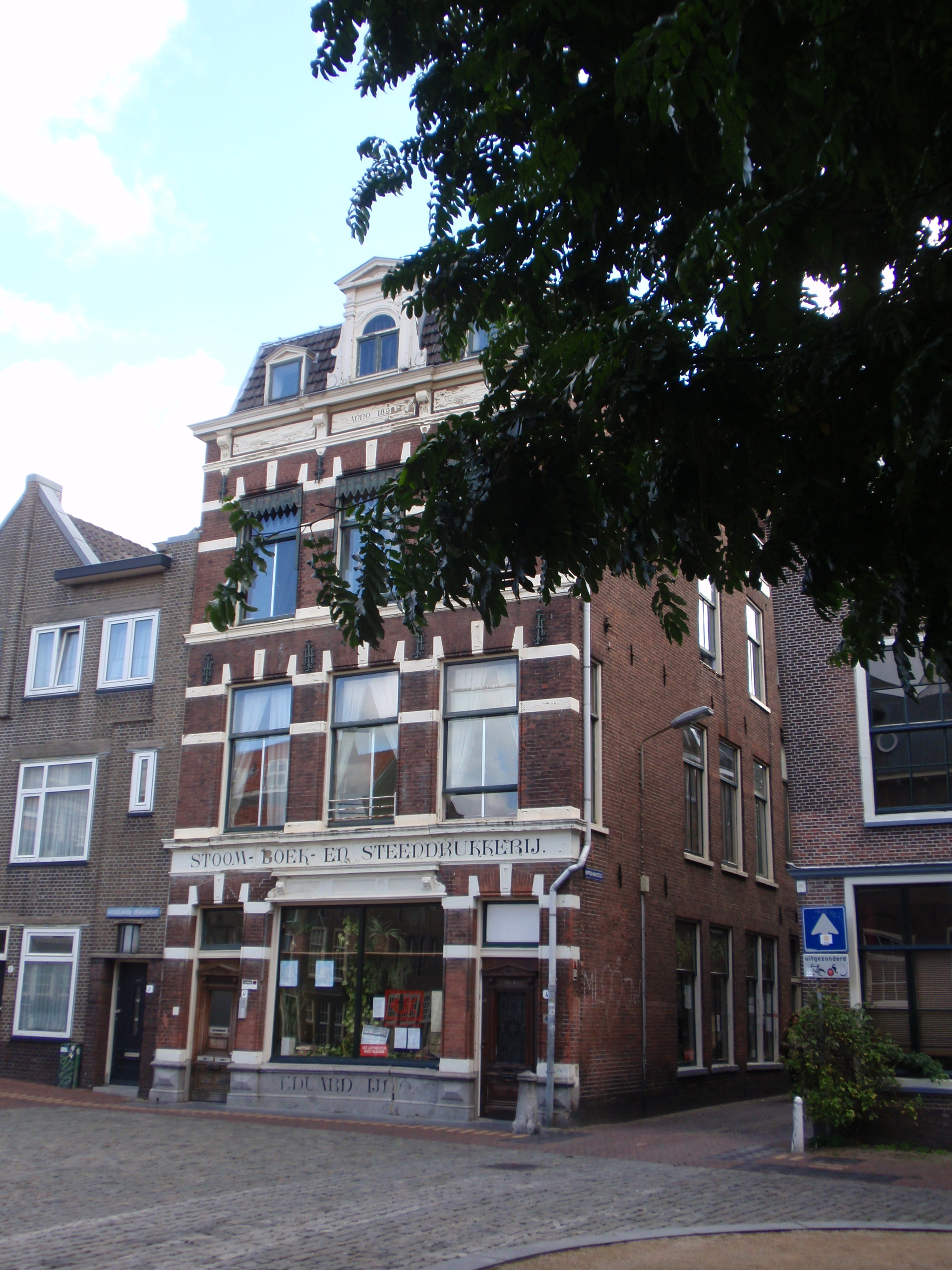
Vrijplaats Koppenhinksteeg gezien van de Hooglandse Kerkgracht

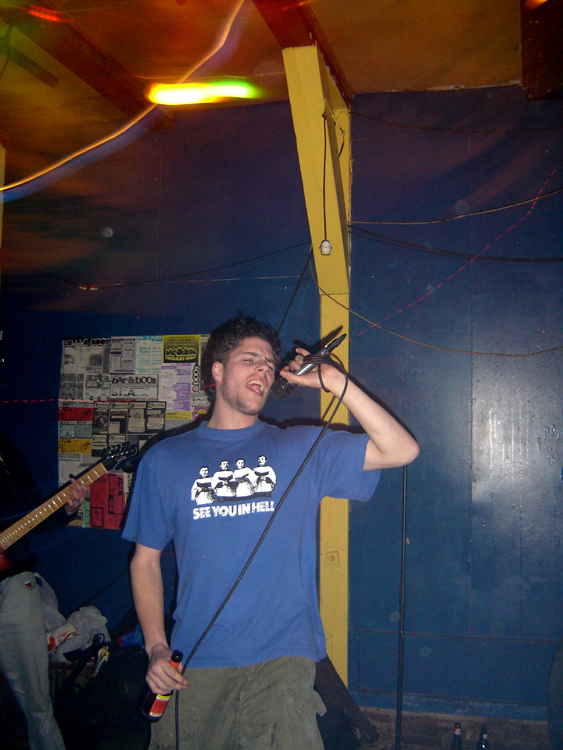
Optreden Marklar in Bar en Boos

Vrijplaats Koppenhinksteeg was de overkoepelende noemer waaronder van eind jaren zestig tot 2010 diverse ideële initiatieven en organisaties, gevestigd in vier (deels) gekraakte monumentale panden op de hoek Koppenhinksteeg en de Hooglandse Kerkgracht in de Nederlandse stad Leiden, hun activiteiten ontplooiden en gedachtegoed uitdroegen. Sinds april 2012 heeft de Vrijplaats een nieuw pand aan de Middelstegracht in Leiden, bedoeld voor alle Vrijplaatsinitiatieven die voorheen in de Koppenhinksteeg actief waren.

## Geschiedenis Vrijplaats Koppenhinksteeg

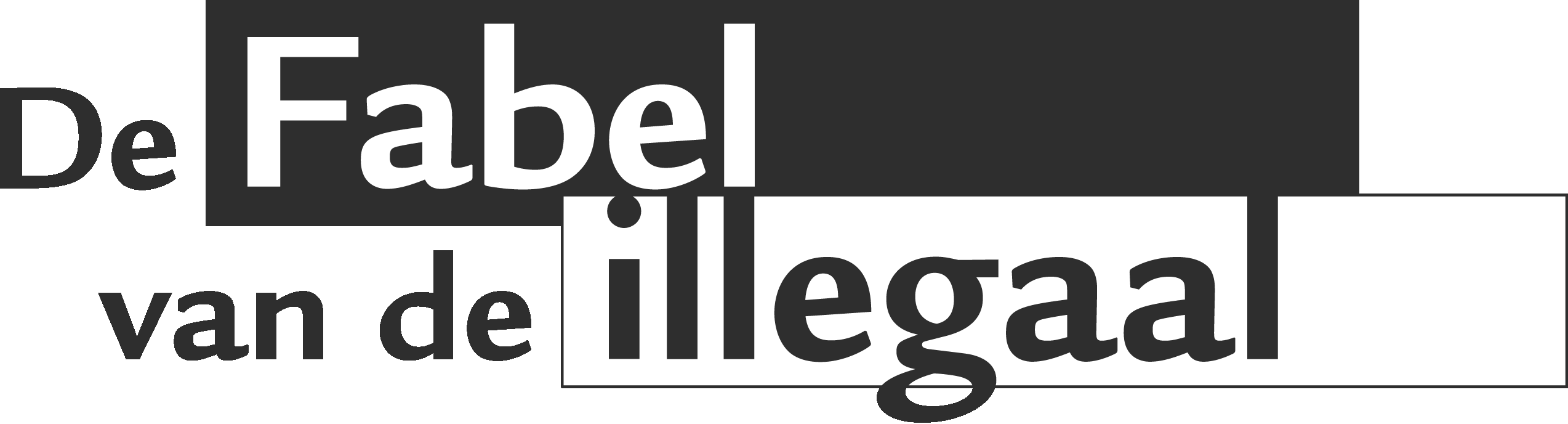
Logo van De Fabel van de illegaal

De geschiedenis van Vrijplaats Koppenhinksteeg gaat terug tot 1969, toen in de gekraakte panden van Drukkerij Eduard IJdo het kunstenaars- en actiecollectief Chloroform de eerste gedeelten van de Koppenhinksteeg in gebruik nam. Er werden exposities gehouden en acties vanuit de panden beraamd, zoals het ritueel verbranden van het dagblad De Telegraaf. In de daaropvolgende veertig jaar zouden tientallen ideële organisaties en honderden idealistische mensen in de Koppenhinksteeg onderdak vinden zoals: de Studenten en Actiegroepen Drukkerij, de Katholieke Werkende Jongeren, de krakersbond, de FNV Jongerenbond, Milieudefensie Leiden, de linkse boekhandel Stichting "Manifest" en het Jeugdmuseum.
Sinds eind jaren tachtig was naast deze non-profit organisaties ook de commerciële drukkerij Nautilus in het complex gehuisvest. Deze drukkerij maakte echter geen deel uit van de Vrijplaats.
Van 1996 tot 2006 werd de tweede verdieping van Koppenhinksteeg 2 in gebruik genomen als woongroep voor drie mensen. De bewoners werden in 2006 tijdelijk elders gehuisvest in verband met veiligheidseisen, maar zij wilden na legalisatie in het complex terugkeren.

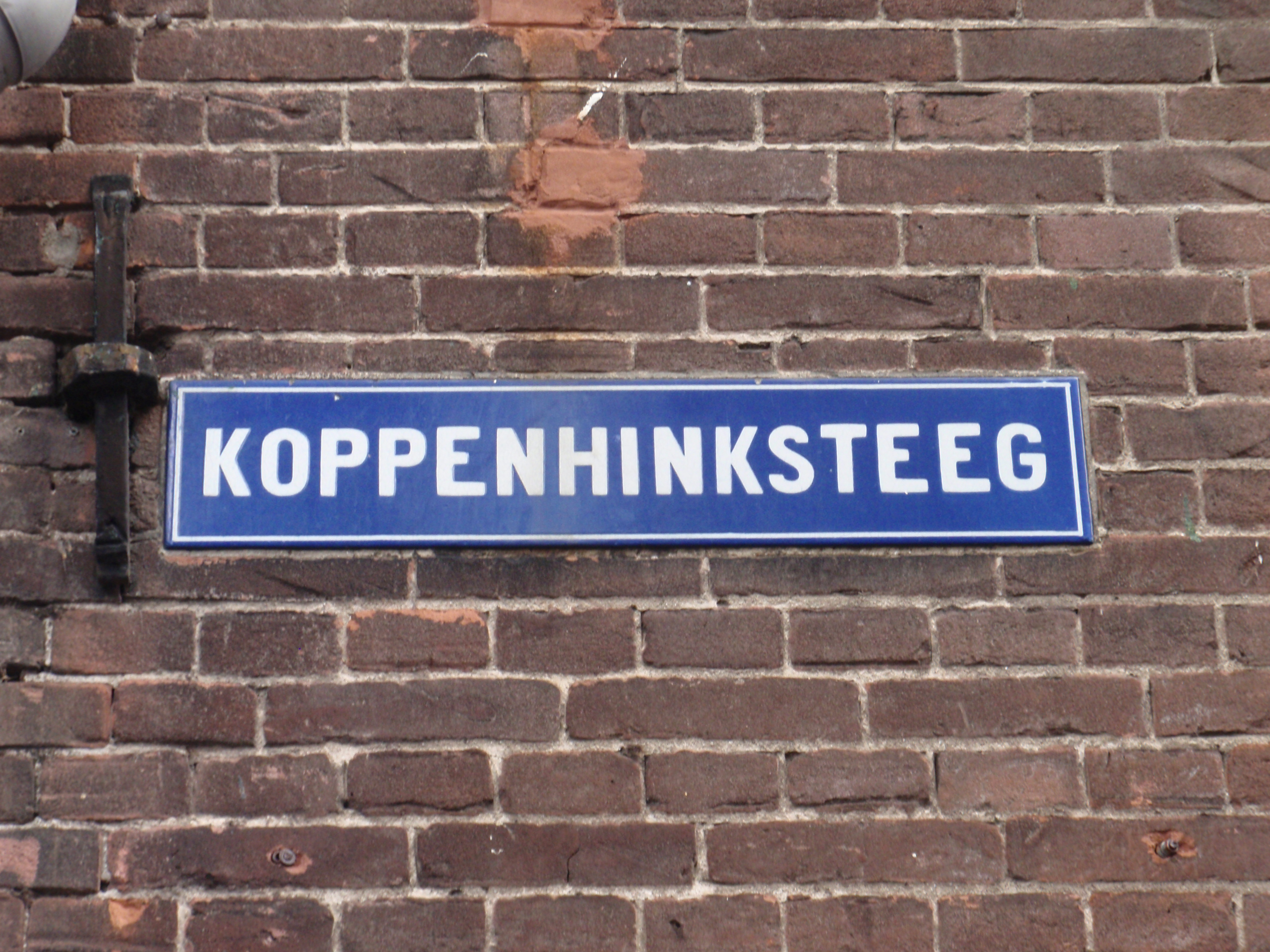
Straatbordje Koppenhinksteeg

Toen het pand in 2010 werd ontruimd waren er diverse organisaties en initiatieven gehuisvest: Eurodusnie met initiatieven als de Weggeefwinkel, ontmoetingsruimte/café de Linkse Kerk en biologisch en veganistisch eetcafé "Las Vegas"; cultureel centrum/poppodium Bar & Boos, de politieke organisatie De Fabel van de illegaal (die het gelijknamige tijdschrift uitgaf) en de sportschool (Chinese Martial Arts Centre) "Hong Ying Wuguan". Ook was het de vaste verzamelplek van AFA Leiden.

## Legalisatie, verkoop en ontruiming
De gebruikers beseften al jaren dat, om hun activiteiten op deze locatie verder voort te zetten en uit te breiden, legalisering van die activiteiten nodig was om een ingrijpende, maar noodzakelijke renovatie mogelijk te maken. Een probleem vormde de slechte staat van onderhoud van de panden. Dat de panden in een slechte staat verkeerden kwam, volgens woordvoerder Marco van Duijn (van Eurodusnie), doordat de gemeente dertig jaar nagenoeg geen onderhoud aan de panden had verricht. Wie dat wel deden waren de vrijplaatsorganisaties, echter in onvoldoende mate. Bij de gemeente werd daarom ervoor gepleit de panden, met de gebruikers erin, te legaliseren. In mei 2000 dienden enkele vrijplaatsorganisaties bij de gemeente een voorstel in om het bestaande gebruik te formaliseren en de panden gezamenlijk op te knappen. In dit 'cascohuurvoorstel' nam de gemeente Leiden het achterstallig onderhoud aan het casco voor haar rekening en renoveerden de vrijplaatsorganisaties de binnenkant van de panden en zouden ze huur betalen. Dit voorstel werd echter door het gemeentebestuur afgewezen.
Jarenlang zag het ernaar uit dat de Vrijplaats herontwikkeld zou worden voor woningbouw. Met behulp van duizenden stadsgenoten wisten de vrijwilligers van de diverse vrijplaatsorganisaties in 2005 de politiek te overtuigen om de Vrijplaats te legaliseren.
In februari 2009 bracht de Stichting Vrijplaats Koppenhinksteeg (SVK) met zeven andere gegadigden een bod uit op de vier monumentale panden. De SVK bood aan om de panden geheel op eigen kosten te renoveren en de panden ten behoeve van de verschillende Vrijplaatsorganisaties te gaan beheren.. Dit bod werd echter om administratieve redenen uitgesloten van koop.
In juni 2009 werd bekend dat de gemeente een koper had gevonden voor de panden van het complex Koppenhinksteeg / Hooglandse Kerkgracht, zoals de panden van de Vrijplaats Koppenhinksteeg ook werden genoemd: Het Leidse bedrijf Atrium Vastgoedontwikkeling BV, van architect Hans Bakker. Deze gaf het complex te zullen verbouwen tot hoogwaardige en duurzame appartementen, die volgens de gemeente binnen de geldende bestemming 'gemengde doeleinden' zouden passen.
In januari 2010 volgde dan de juridische ontknoping. In een kort geding werd bepaald dat de gemeente de Vrijplaats per 20 februari mocht ontruimen. Pogingen dit besluit verder aan te vechten slaagden niet. Zaterdag 13 februari 2010 vond er een protestmars door de binnenstad tegen de op handen zijnde ontruiming en tegen het kraakverbod plaats, waar enkele honderden sympathisanten in mee liepen. Uiteindelijk vond de ontruiming van de Vrijplaats op vrijdag 26 februari plaats, een kleine week voor de gemeenteraadsverkiezingen. De politie en ME werden hierbij geconfronteerd met krakers die vreedzaam verzet boden en vrijwillig het pand verlieten en met enkele tientallen demonstrerende sympathisanten die zich buiten het politiecordon hadden opgesteld.
Anno 2012 staat het voormalig pand van de Vrijplaats aan de Koppenhinksteeg echter nog steeds leeg en heeft er geen renovatie plaatsgevonden.

## Doorstart en Stem Terug
Tot het moment van ontruiming hoopten de diverse Vrijplaatsorganisaties nog op een politieke oplossing in de vorm van een alternatieve locatie. De Vrijplaats had meermaals aangegeven niet aan deze specifieke locatie gebonden te zijn voor zijn activiteiten, maar dat het uitdragen van het eigen gedachtegoed en het faciliteren van sociale en culturele activiteiten, met ondersteunende functies voor de Vrijplaats voorop staat.

In 2009 werd vanuit dit gedachtegoed de lokale politieke partij Stem Terug gevormd. Hoewel het hier, naar eigen zeggen, niet om een politieke partij maar om "een lokaal netwerk van creatieve denkers en vooral doeners" ging, deden de Vrijplaatsorganisaties toch mee aan de 2010 gemeenteraadsverkiezingen met een programma waarin inspraak van de burger, een transparante overheid, cultuur en milieu centraal stonden. Marco van Duijn was lijsttrekker. Stem Terug haalde 448 stemmen (0,9%). Te weinig voor een zetel.

In 2012, twee jaar na de ontruiming van de Vrijplaats Koppenhinksteeg, wisten de Stichting Vrijplaats Koppenhinksteeg en de Gemeente Leiden overeenstemming te vinden over een gepaste nieuwe locatie voor de Vrijplaats waar alle Vrijplaatsorganisaties een nieuw onderkomen zouden vinden, nadat eerdere onderhandelingen over drie panden aan het Vrouwenkerkplein stuk waren gelopen; dit is het voormalige ketelhuis van de conservenfabriek van Tieleman & Dros aan de Middelstegracht 36. De stichting die in 2012 werd hernoemd tot Stichting Vrijplaats Leiden renoveerde het pand aan de Middelstegracht tot een sociaal-culturele vrijplaats, ook wel ‘Vrijplaats Leiden’.